# Badmintonklubben af 1937
Badmintonklubben af 1937 (BC37) er en dansk badmintonklub beliggende på Amager i København. Klubben blev stiftet den 24. september 1937 som Badminton Clubben af 1937 - B.C. 37.
I 2019, 2021 og 2022 vandt BC37 klubpokalen ved Amagermesterskaberne for ungdom.

## Historie
Rasmus Christensen og Uffe Holm var initiativtagere. I nævnte rækkefølge blev disse to herrer henholdsvis klubbens første formand og kasserer.
Klubbens medlemmer startede med at spille i hallen på Øresundsvejen skole, men allerede i 1938 fik klubben tider et par gange om ugen i en nyopført hal i Sundby Idrætspark på Englandsvej på Amager.
I 1960 blev etableret en byggefond som investerede i obligationer, og der blev sparet op til at bygge egen hal. Badmintonhallen på Strandlodsvej 69 blev rejst i 1977, og har lige siden været hjemsted for badmintonklubben.